# Cristian Cálix
Cristian Neptalí Cálix Alvarado (Juticalpa, Olancho, 9 de septiembre de 1999) es un futbolista hondureño. Juega de delantero y su actual equipo es el Real España de la Liga Nacional de Honduras.

## Trayectoria

### Marathón
Comenzó su carrera en las reservas del Marathón, a las que arribó con 13 años de edad.
Hizo su debut oficial el 29 de abril de 2017, en la victoria de 2 a 1 sobre el Vida cuando, al minuto 71 de aquel juego, Manuel Keosseián decidió sustituir a Santiago Barboza. En su primer torneo torneo sólo jugó 1 partido, pero conquistó el torneo de copa. 
Después, con la llegada de Héctor Vargas a la dirección técnica del club, las oportunidades se le ampliaron a Cálix. Jugó su primer partido como titular el 2 de agosto de 2017, en la derrota de 1 a 2 contra Motagua, en juego correspondiente a la final de la supercopa. 
En el Apertura 2017, debutó el 12 de agosto en la victoria de 1 a 0 sobre el Platense. El 17 de septiembre, en un clásico contra Olimpia, anotó su primer gol como profesional. En esa ocasión, los «verdes» se llevaron el triunfo con un 3 a 2.

### Atlas de México
El 26 de diciembre de 2018 se anunció su fichaje por el Atlas de la Primera División de México, club con el que firmó un contrato por cuatro años.

## Selección nacional

### Selecciones menores
El 10 de julio de 2018 se anunció que Carlos Tábora lo había convocado para disputar los XXIII Juegos Centroamericanos y del Caribe en Barranquilla, Colombia. 
Participaciones en Juegos Centroamericanos y del Caribe
| Torneo                                     | Sede     | Resultado      | Partidos | Goles |
| ------------------------------------------ | -------- | -------------- | -------- | ----- |
| XXIII Juegos Centroamericanos y del Caribe | Colombia | Medalla Bronce | 5        | 1     |

## Estadísticas

### Clubes
Actualizado al último partido jugado el 28 de agosto de 2022.
| Club | Div              | Temporada        | Liga  | Liga  | Copas Nacionales(1) | Copas Nacionales(1) | Copas internacionales(2) | Copas internacionales(2) | Total | Total |
| Club | Div              | Temporada        | Part. | Goles | Part.               | Goles               | Part.                    | Goles                    | Part. | Goles |
| --- | ---------------- | ---------------- | ----- | ----- | ------------------- | ------------------- | ------------------------ | ------------------------ | ----- | ----- |
| Marathón Honduras |                  |                  |       |       |                     |                     |                          |                          |       |       |
| 1.ª | 2016-17          | 1                | 0     | 1     | 0                   | —                   | —                        | 2                        | 0     |       |
| 1.ª | 2017-18          | 28               | 3     | —     | —                   | —                   | —                        | 28                       | 3     |       |
| 1.ª | 2018-19          | 2                | 0     | —     | —                   | —                   | —                        | 2                        | 0     |       |
| Total club | Total club       | 31               | 3     | 1     | 0                   | 0                   | 0                        | 32                       | 3     |       |
| Atlas · México |                  |                  |       |       |                     |                     |                          |                          |       |       |
| 1.ª | 2018-19          | 0                | 0     | 0     | 0                   | —                   | —                        | 0                        | 0     |       |
| Total club | Total club       | 0                | 0     | 0     | 0                   | 0                   | 0                        | 0                        | 0     |       |
| Real Monarchs Estados Unidos |                  |                  |       |       |                     |                     |                          |                          |       |       |
| 2.ª | 2019             | 7                | 1     | 0     | 0                   | —                   | —                        | 7                        | 1     |       |
| Total club | Total club       | 7                | 1     | 0     | 0                   | 0                   | 0                        | 7                        | 1     |       |
| Marathón Honduras |                  |                  |       |       |                     |                     |                          |                          |       |       |
| 1.ª | 2019-20          | 4                | 0     | —     | —                   | —                   | —                        | 4                        | 0     |       |
| 1.ª | 2020-21          | 17               | 1     | —     | —                   | 4                   | 0                        | 21                       | 1     |       |
| 1.ª | 2021-22          | 20               | 3     | —     | —                   | 3                   | 0                        | 23                       | 3     |       |
| Total club | Total club       | 41               | 4     | 0     | 0                   | 7                   | 0                        | 48                       | 4     |       |
| Olancho Honduras |                  |                  |       |       |                     |                     |                          |                          |       |       |
| 1.ª | 2022-23          | 33               | 5     | —     | —                   | —                   | —                        | 33                       | 5     |       |
| Total club | Total club       | 33               | 5     | 0     | 0                   | 0                   | 0                        | 33                       | 5     |       |
| Total en carrera | Total en carrera | Total en carrera | 83    | 9     | 1                   | 0                   | 7                        | 0                        | 91    | 9     |
| (1) Incluye datos de Supercopa de Honduras (2017). (2) Incluye datos de Liga de Campeones de la Concacaf (2022), Liga Concacaf (2020-21). |                  |                  |       |       |                     |                     |                          |                          |       |       |

## Palmarés

### Campeonatos nacionales
| Título           | Club     | País     | Año  |
| ---------------- | -------- | -------- | ---- |
| Copa de Honduras | Marathón | Honduras | 2017 |
| Torneo Clausura  | Marathón | Honduras | 2018 |